# Hans H. Bockwitz
Hans H. Bockwitz (vollständig: Hans-Heinrich Bockwitz; * 4. September 1884 in Waldheim; † 4. Dezember 1954 in Leipzig) war ein deutscher Buchwissenschaftler, Papierhistoriker und Museumsdirektor. Er verfasste zahlreiche Fachpublikationen.

## Leben
Bockwitz war als Sohn des Lehrers Karl Emil Bockwitz und seiner Ehefrau Charlotte Minna geb. Döring in Waldheim i. Sachsen zur Welt gekommen und besuchte dort die Bürgerschule, anschließend das Progymnasium in Grimma. In Freiberg i. Sachsen erlangte er Ostern 1906 am Gymnasium das Reifezeugnis. Er studierte Philosophie, Pädagogik, Romanistik und Germanistik in Berlin, Grenoble und Erlangen und wurde 1910 mit einer Arbeit über den Schweizer Philosophen und Theologen Jean-Jacques Gourd (1850–1909) zum Dr. phil. promoviert. Während des Ersten Weltkriegs war er wegen eines Herzfehlers vom Militärdienst befreit. Ab dem 1. Oktober 1915 war er Volontär und ab dem 1. Januar 1919 Direktorialassistent am Deutschen Buch- und Schriftmuseum in Leipzig. Von 1929 bis 1954 war er Direktor des Museums.
Die wissenschaftliche Arbeit von Bockwitz musste mehrfach ganz empfindliche Rückschläge und Verluste hinnehmen. Nach der Promotion hatte er bis 1914 Studienreisen in Deutschland, der Schweiz und Frankreich unternommen, Übersetzungen aus dem Französischen angefertigt und an einer historisch-bibliografischen Arbeit über Kant in Frankreich gearbeitet. Als er im August 1914 bei Kriegsausbruch Frankreich fluchtartig verließ, gingen die bis dahin erarbeiteten Manuskripte verloren. Auch im Zweiten Weltkrieg musste er empfindlichste Verluste verzeichnen. Beim Luftangriff auf Leipzig am 4. Dezember 1943 wurden nicht nur die am 22. Juni 1940 im Erweiterungsbau des Deutschen Buchgewerbehauses eröffnete Schausammlung sowie wesentliche Bestände und Erschließungskataloge des Museums zerstört, sondern auch das in achtjährigen Arbeit entstandene Manuskript zu einer groß angelegten Geschichte des Papiers und seiner Wasserzeichen verbrannte mit allen Unterlagen und Bildmaterialien. Mit reger Unterstützung durch den Generaldirektor der Deutschen Bücherei Heinrich Uhlendahl und in enger Zusammenarbeit mit Martha Debes und Fritz Funke gelang es Bockwitz, am 4. Mai 1954 die Ausstellung des Deutschen Buch- und Schriftmuseums wieder zu eröffnen.
Bockwitz war als Schriftleiter mehrerer Fachzeitschriften tätig (Archiv für Buchgewerbe und Gebrauchsgraphik 1924–1944, Buch und Schrift 1927–1943, Literarisches Beiblatt des Vereins für Buchwesen und Schrifttum 1924–1933).
Bockwitz hatte Lehraufträge über Buch- und Schriftkunde an der Leipziger Bibliothekarsschule und hielt Vorlesungen an der Universität Leipzig für Anwärter des höheren Dienstes an wissenschaftlichen Bibliotheken. Im Jahr 1954 wurde er zum Professor der Buchwissenschaft ernannt.
Bockwitz galt als anerkannter Experte auf den Gebieten des Schriftwesens, der Buchkunde und der Papiergeschichte. Er hielt zu Fachkollegen des In- und Auslands wie Henri Alibaux, Emile Joseph Labarre, Alfred Schulte, Viktor Thiel oder Karl Theodor Weiß regen Kontakt. In Zusammenarbeit mit Adolf Benedello, Direktor der Papierfabrik Hagen-Kabel, gelangen Bockwitz wichtige papiergeschichtliche Publikationen.

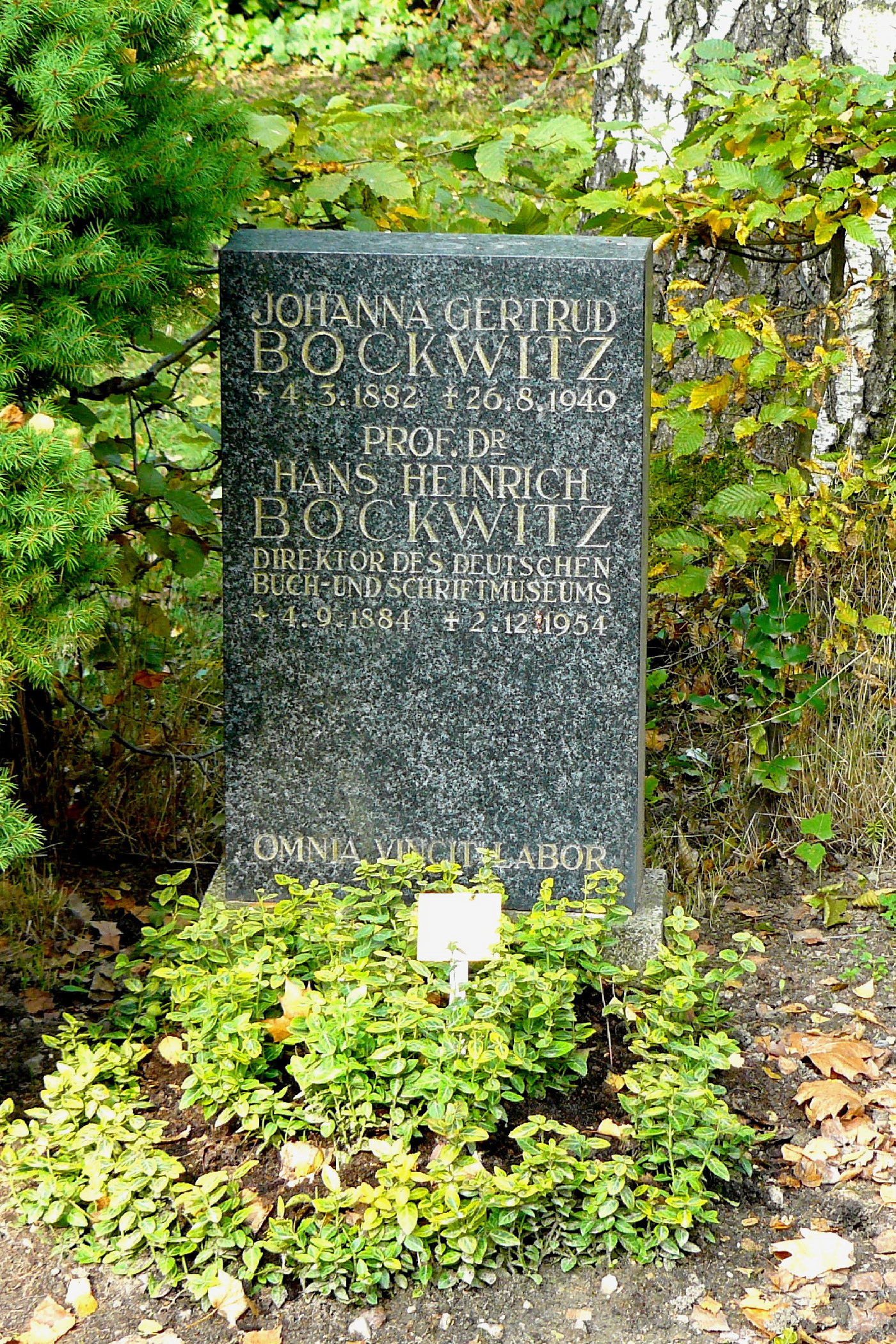
Hans H. Bockwitz, Grabmal auf dem Südfriedhof Leipzig (2016 aufgehoben)

Bockwitz war seit dem 22. Mai 1914 mit Johanna Gertrud Bockwitz (* 4. September 1882; † 26. August 1949) verheiratet. Das gemeinsame Urnengrab befand sich bis 2016 auf dem Südfriedhof Leipzig.
Sein Nachlass ist an der Stätte seines einstigen Wirkens, im Deutschen Buch- und Schriftmuseum in Leipzig, zugänglich.

## Ehrungen
- Festschrift zu seinem 65. Geburtstag (1949)[21]
- Er war Träger des Gutenberg-Rings der Stadt Leipzig.
- Ehrenring der Forschungsstelle Papiergeschichte (1954).[22]

## Nachlass
- Der Nachlass von Hans H. Bockwitz befindet sich im Deutschen Buch- und Schriftmuseum der Deutschen Nationalbibliothek in Leipzig.[23]
- Die Privatbibliothek erwarb das Institut für Bibliothekswissenschaft der Humboldt-Universität zu Berlin aus dem Nachlass.[24]

## Veröffentlichungen (Auswahl)
- Jean Jacques Gourds philosophisches System. Quelle und Meyer, Leipzig 1911.
- Bruchstücke aus der „Mercier-Literatur“ 1914–1918. In: Mitteilungen. Verband deutscher Kriegssammlungen (1919), Heft 2, S. 44–52 (Digitalisat).
- Eine Spezial-Kriegssammlung. In: Mitteilungen. Verband deutscher Kriegssammlungen (1920), Heft 1, S. 1–4 (Digitalisat).
- Eine Kriegsporzellan-Sammlung. In: Mitteilungen. Verband deutscher Kriegssammlungen (1920), Heft 1, S. 9–12 (Digitalisat).
- Aus der Geschichte der „Libre Belgique“. In: Mitteilungen. Verband deutscher Kriegssammlungen (1920), Heft 3, S. 88–93 (Digitalisat).
- Das Deutsche Museum für Buch und Schrift. Sein Werden und seine Ziele. Deutscher Verein für Buchwesen und Schrifttum, Leipzig 1930.
- Das Deutsche Museum für Buch und Schrift. 1884-1934. In: Archiv für Buchgewerbe und Gebrauchsgraphik 71 (1934), Nr. 10, S. 623–664.
- Kleines ABC zur Geschichte der Lithographie. Im Senefelder-Gedächtnisjahr 1934 zu seinem Geburtstage am 6. Nov. für Freunde der Lithographie und ihrer Meister zusammengestellt. In: Archiv für Buchgewerbe und Gebrauchsgraphik 71 (1934), S. 807–818.
- Zur Kulturgeschichte des Papiers. In: Die Chronik der Feldmühle. Feldmühle A. G., Stettin 1935, S. 9–101 (auch als Separatabdruck mit abweichender Seitenzählung erschienen).
- Zur Geschichte des Papiers und seiner Wasserzeichen. In: Archiv für Buchgewerbe und Gebrauchsgraphik 76 (1939), Nr. 8, S. 417–440.
- Die deutsche Papiergeschichtsforschung und die Forschungsstelle für Papiergeschichte (beim Gutenbergmuseum in Mainz). In: Buch und Schrift 4 (1941), S. 110–119.
- Papiermacherei in der Goethe-Zeit. Papierfabrik Kabel, Hagen-Kabel 1949.
- Zur Geschichte von Karton und Pappe im Zeitalter der Handpapiermacherei. In: Karton im Wandel der Zeit. Studien zur Kartongeschichte. Feldmühle Papier- u. Zellstoffwerke, Hillegossen 1951, S. 9–46.
- Martha Debes, Fritz Funke (Hrsg.): Beiträge zur Kulturgeschichte des Buches. Ausgewählte Aufsätze. VEB Harrassowitz, Leipzig 1956.